# Iwan Gołczin
Iwan Konstantinowicz Gołczin (ros. Иван Константинович Голчин, ur. 17 października 1918 we wsi Synkowo w rejonie podolskim w obwodzie moskiewskim, zm. 3 lipca 1979 w miejscowości Oktiabrskij w obwodzie kostromskim) – radziecki lotnik wojskowy, Bohater Związku Radzieckiego (1945).

## Życiorys
Urodził się w rodzinie robotniczej. Skończył szkołę zawodową, pracował w fabryce maszyn w Klimowsku, od 1939 służył w Armii Czerwonej. W 1940 ukończył wojskową szkołę lotników w Engelsie, a w 1942 szkołę pilotów w Orenburgu, od września 1942 uczestniczył w wojnie z Niemcami. Walczył m.in. na 1 Froncie Ukraińskim jako dowódca eskadry 140 pułku lotnictwa szturmowego gwardii 8 Dywizji Lotnictwa Szturmowego Gwardii 1 Korpusu Lotnictwa Szturmowego Gwardii 2 Armii Powietrznej w stopniu kapitana. Do maja 1945 wykonał 106 lotów bojowych, atakując siłę żywą i technikę wojskową wroga, poza tym w walkach powietrznych strącił osobiście 4 i w grupie 12 samolotów wroga. Po wojnie ukończył wyższą oficerską szkołę nawigatorów sił powietrznych w Połtawie, w 1947 został zwolniony do rezerwy.

## Odznaczenia
- Złota Gwiazda Bohatera Związku Radzieckiego (27 czerwca 1945)
- Order Lenina
- Order Czerwonego Sztandaru (dwukrotnie)
- Order Aleksandra Newskiego
- Order Wojny Ojczyźnianej II klasy